# Orden del Leopardo
La Orden del Leopardo (en kazajo: Барыс ордені), también conocida como Orden de Barys, es una condecoración estatal otorgada por la República de Kazajistán, establecida por la Ley N.º 462-1 del 26 de julio de 1999 «Sobre los premios estatales de la República de Kazajistán». La orden consta de tres grados o clases. 

## Criterios de concesión
Esta orden se otorga por méritos especiales, en los siguientes casos:
- Por el fortalecimiento de la condición del Estado y la soberanía de la República de Kazajistán
- Por garantizar la paz, la consolidación de la sociedad y la unidad del pueblo de Kazajistán
- Por realizar actividades estatales, industriales, científicas, socioculturales y sociales
- Por el fortalecimiento de la cooperación entre los pueblos, el acercamiento y el enriquecimiento mutuo de las culturas nacionales y las relaciones amistosas entre los estados.

La orden consta de tres grados o clases, primero, segundo y tercero, siendo el primer grado la más alta, las condecoraciones se otorgan secuencialmente por méritos continuos. En casos excepcionales, para distinciones especiales, por decisión del Jefe de Estado, la concesión se puede realizar sin tener en cuenta el orden.
- La Orden de "Barys" de clase I consta de una estrella y una insignia en la cinta del hombro, de 100 mm de ancho.
- La Orden de "Barys" de clase II consta de un insignia en la cinta del bloque del pecho, de 32 mm de ancho.
- La Orden de "Barys" de clase III consta de una insignia en la cinta del cuello, de 20 mm de ancho.

## Medallas y cintas
| 1.er grado                     | 2.do grado | 3.er grado |
| ------------------------------ | ---------- | ---------- |
|                                |            |            |
| Cinta común a todos los grados |            |            |
|                                |            |            |